# پارکیا
پارکیا (نام علمی: Parkia biglobosa) نام یک گونه از زیرخانواده کهوریان است.